# Тетка Марта
Тетка Марта (рус. Тётя Марта) руска је телевизијска серија емитована од 3. октобра 2022 године на мрежи СТС.

## Синопсис
Деветогодишња девојчица Марта живи у Москви без родитеља, само са дедом. Међутим, Деда пати од деменције. Стога му је потребна нега. Марта крије свој положај како не би ушла у сиротиште. У ствари, она је приморана да води одрасли живот: осим школских часова, она мора водити домаћинство. Једном је дошао рођак из Казани — Марат. Он се са њом налази у истом стану. Међутим, његова сврха није брига за девојчицу. Да би платио дугове, Марат одлучује да освоји Мартин стан.

## Ликови
- Виталија Корниенко — Марта Самсонова / Јулија Павлова (сестре близанке)
- Александар Метелкин — Марат Јеникејев (Мартхин рођак, далеки рођак Василија Самсонова)
- Јуриј Кузњецов — Василиј Самсонов (Мартин Деда, пензионер)
- Сергеј Епишев — Иља Аксенов (неуспешни глумац, Мартхин комшија)
- Цхристина Асмус — Олга Вицторовна (Мартхина учитељица, Маратова љубавница)
- Валерија Зоидова — Антонина Калиасина (полицајац, Маратова љубавница)
- Александар Голубков — Дмитриј (Маратов познаник)
- Цатхерине Кабак — Мелание (Мартхина комшиница, Димитријева љубавница)
- Зое Бербер — Вера Павлова (старатељ Јулије Павлове) - Сезона 2

## Награде
- Премија "Највише ОК" (2022. година) — победа у номинацији "Серијал године"[2].
- У децембру 2022. године, на Patriki Film Festival, телевизијска серија је добила награду као главни социјални филмски пројекат године[3].
- ТЭФИ-KIDS (2023) — победа у номинацији "Најбоља серија за децу и породицу"[4].
- ТЭФИ-KIDS (2023) — победа у номинацији "Режија програма/филма/серије за децу и породично гледање" (добио режисер серије Евгений Шелякин)[4].